# یاگمو
یاگمو (به لاتین: Yagmo) یک منطقهٔ مسکونی در جمهوری خلق چین است که در منطقه خودمختار تبت واقع شده‌است. یاگمو
- نفر جمعیت دارد.